# Loge Het Vierde Punt
Loge Het Vierde Punt is een Brugse vrijmetselaarsloge die behoort tot het Grootoosten van België.

## Geschiedenis
Deze loge is de derde Brugse loge binnen het Grootoosten. Ze werd opgericht op 4 mei 1991 (de 4e dag van de 3e maand van het jaar 5991 volgens de maçonnieke kalender) als dochterloge van loge La Flandre. De bijeenkomsten worden gehouden in de werkplaats van La Flandre.
Het Vierde Punt steunt herstructureringsprojecten in Cuba, een pedagogisch project binnen een niet nader genoemd Medisch-Pedagogisch Instituut van het Gemeenschapsonderwijs in Brugge, steunt en werkt mee aan Opvang vzw, De Vrienden van het Gemeenschapsonderwijs en adoptiekinderen van Foster Parents Plan.